# Saraburi (província)
Saraburi é uma província da Tailândia. Sua capital é a cidade de Saraburi.